# Croda dei Toni
Croda dei Toni (niem. Zwölferkofel) to masyw we włoskich Dolomitach. Należy do grupy Dolomiti di Sesto (Sextener Dolomiten); jest to drugi pod względem wysokości szczyt tej grupy. Leży w granicach prowincji Belluno.